# Зенит-3 (фотоаппарат)
«Зени́т-3» — малоформатный однообъективный зеркальный фотоаппарат, выпускавшийся на Красногорском механическом заводе с 1960 по 1962 год. От выпускавшихся ранее моделей «Зенит» и «Зенит-С» отличается курковым взводом, изменённой верхней крышкой и наличием автоспуска. Унифицирован с дальномерным фотоаппаратом «Зоркий-5».
Всего выпущено 81 776 экземпляров.

## Технические характеристики
- Корпус — литой из алюминиевого сплава, со съёмной нижней крышкой.
- Тип применяемого фотоматериала — 35-мм перфорированная фотокиноплёнка шириной 35 мм в кассетах тип-135. Размер кадра — 24×36 мм. Возможно применение двухцилиндровых кассет типа «Leica»-«ФЭД»-«Зоркий» с щелью, раскрывающейся при закрывании замка.
- Курковый взвод затвора и перемотки плёнки. Обратная перемотка головкой. Счётчик кадров с ручной установкой первого кадра.
- Затвор — механический, шторно-щелевой с горизонтальным движением матерчатых шторок. Выдержки затвора — от 1/30 до 1/500 сек и «B». и длительная.
- Зеркало невозвратного типа, опускается только при взводе затвора. Перед срабатыванием затвора зеркало поднимается.
- Фокусировочный экран — матовое стекло. Размер поля зрения видоискателя — 20×28 мм. Пентапризма несъёмная.
- Тип крепления объектива — резьба M39×1. Рабочий отрезок — 45,2 мм.
- Штатный объектив — «Индустар-50» 3,5/50 или «Гелиос-44» 2/58 с предварительной установкой диафрагмы.
- Кабельный синхроконтакт с регулируемым временем упреждения от 0 до 25 мсек.
  - Фотовспышка устанавливалась на съёмный кронштейн с обоймой.
- Механический автоспуск.
- На фотоаппарате установлено штативное гнездо с резьбой 3/8 дюйма.
- Розничная цена фотоаппарата с объективом «Гелиос-44» в 1962 году составляла 80 рублей[8].

## Галерея

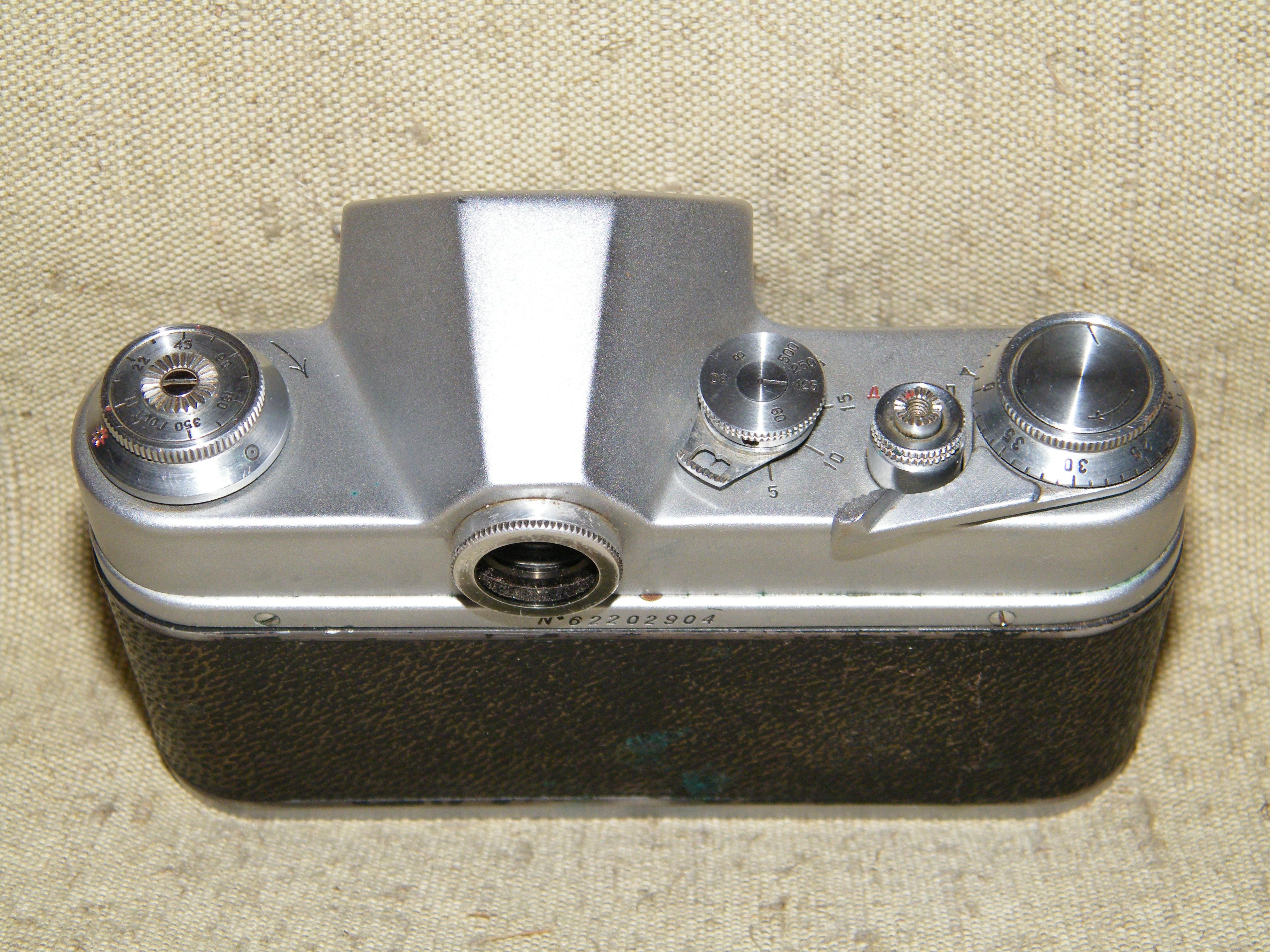
Верхняя панель.
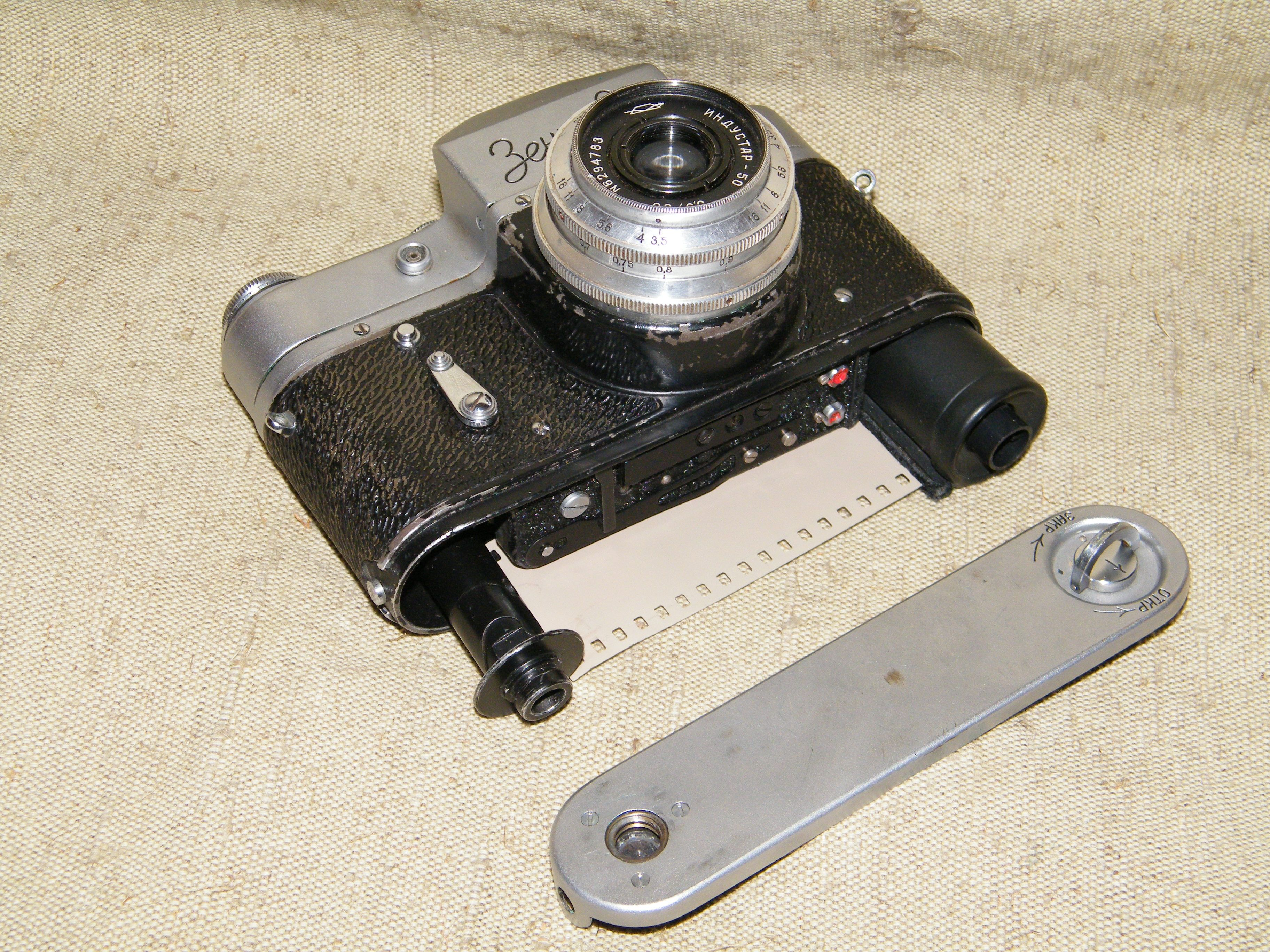
Нижняя зарядка фотоплёнки.
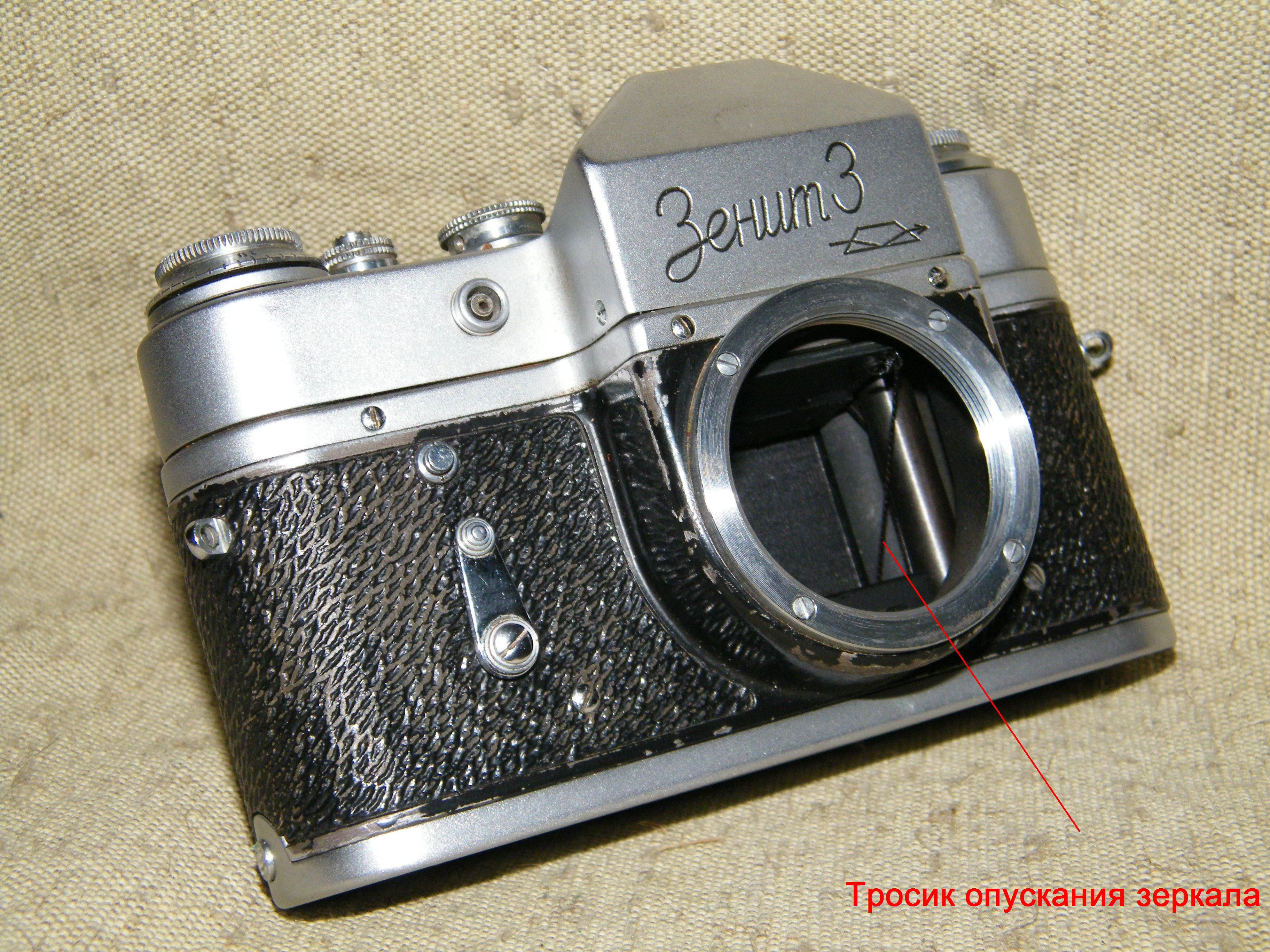
Объектив снят, затвор спущен, зеркало поднято. Виден тросик, опускающий зеркало при взводе затвора.
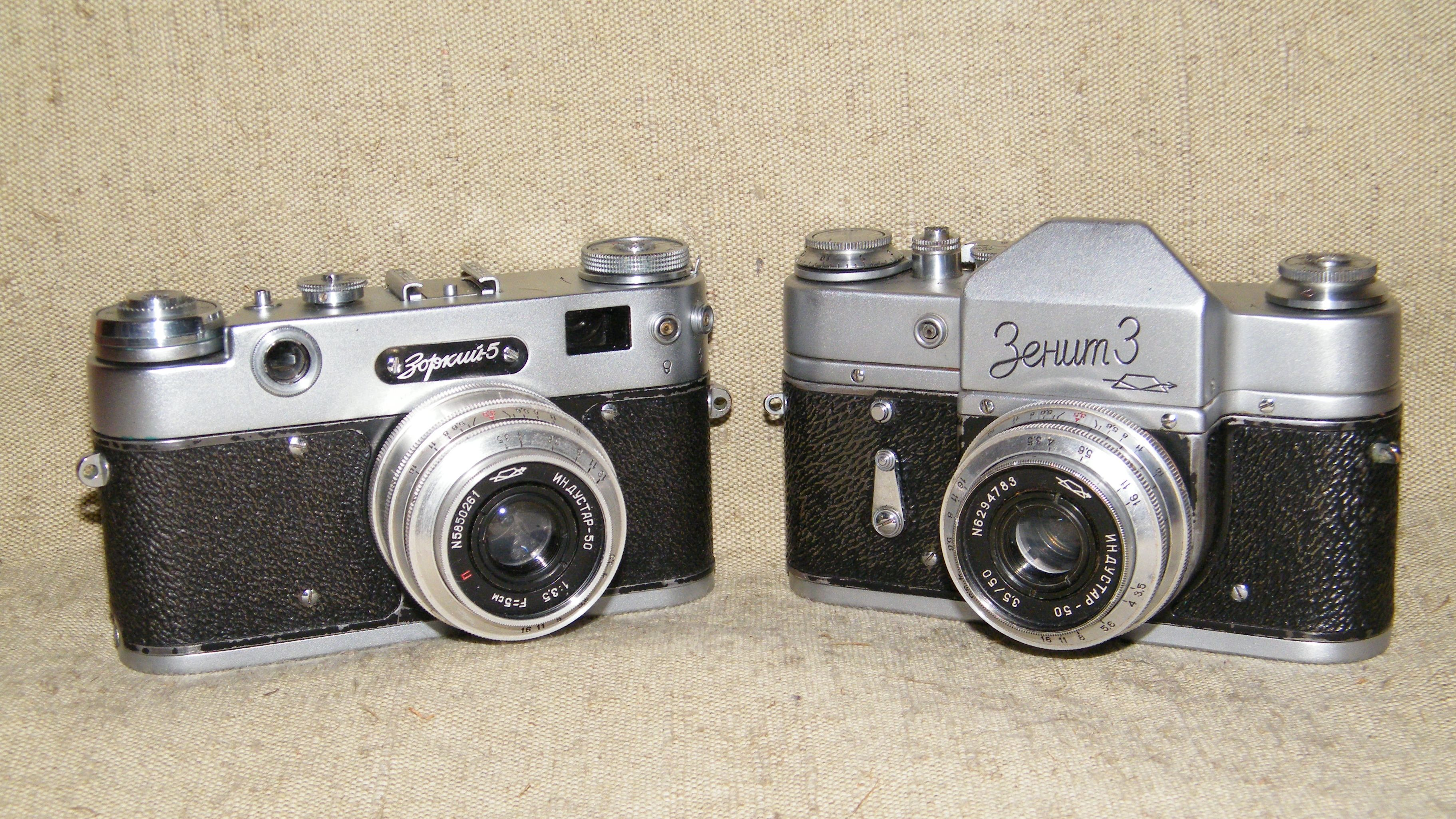
Дальномерный фотоаппарат «Зоркий-5» (1958—1959) унифицирован по многим узлам с «Зенитом-3».

## Дальнейшая модернизация

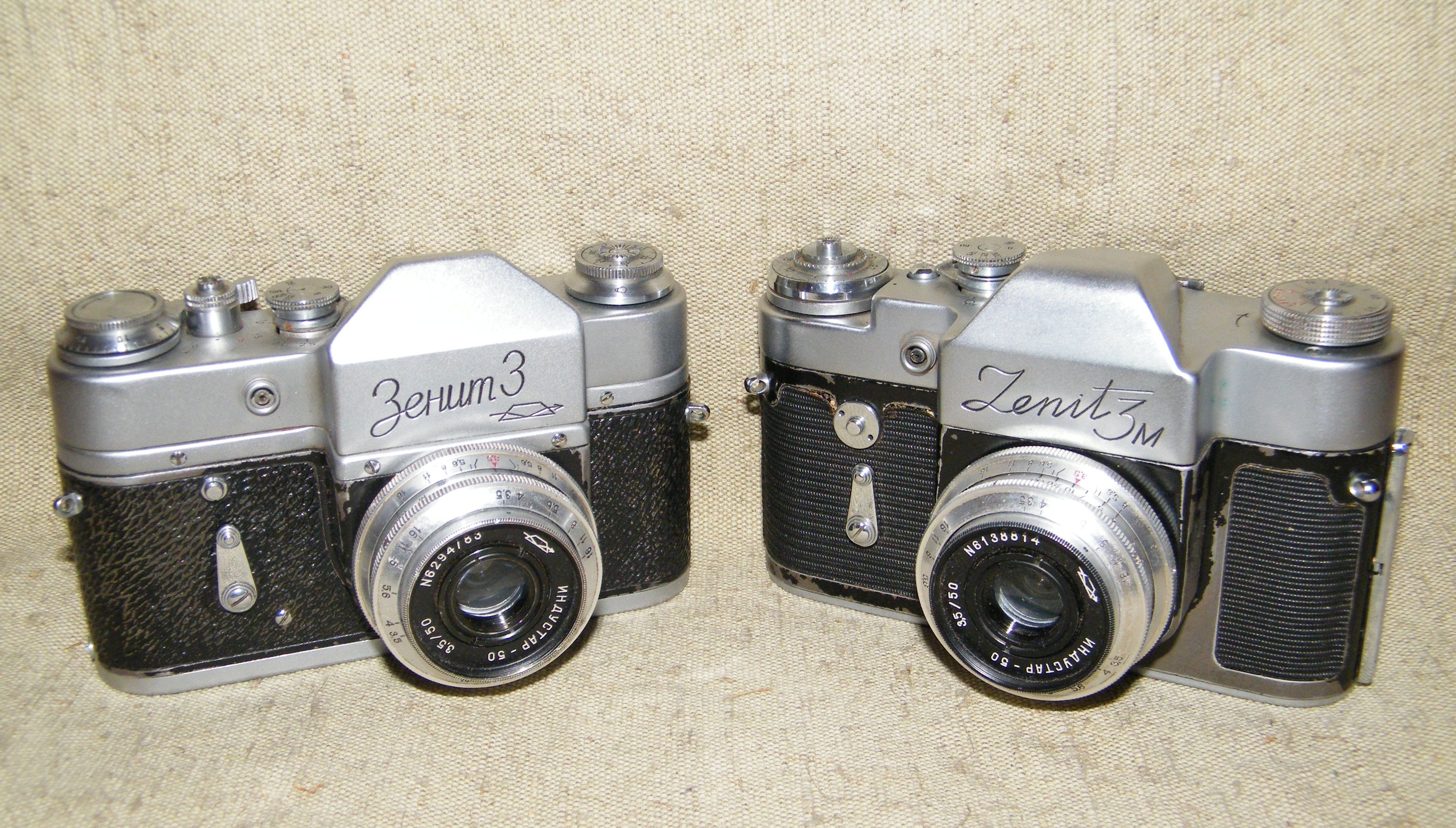
Фотоаппараты «Зенит-3» и «Зенит-3м»

«Зенит-3» был последним советским фотоаппаратом, сконструированным на основе неразъёмного корпуса Leica II. Этот корпус открывался только снизу, и плёнка заряжалась через узкую щель. Перезарядка фотоаппарата требовала отработанного навыка и занимала время. При ремонте фотоаппаратов с таким корпусом, механизм вынимался из него полностью, что усложняло даже простейшие операции.
С 1959 года Красногорский механический завод освоил производство литых корпусов с откидывающейся задней стенкой, выпустив дальномерный фотоаппарат «Зоркий-6». В отличие от большинства иностранных аналогов, у которых такой корпус был разборным и требовал юстировки рабочего отрезка после каждого ремонта, советские корпуса были цельнолитыми. На основе «Зоркого-6» КМЗ выпустил зеркальные фотоаппараты «Кристалл» и «Зенит-3М» с теми же техническими характеристиками.